# Costituzione sovietica del 1977

Blocco-foglietto del 1977, con ritratto celebrativo del leader sovietico Leonid Il'ič Brežnev

La Costituzione (legge fondamentale) dell'Unione delle Repubbliche Socialiste Sovietiche (Конститу́ция (Основно́й Зако́н) Сою́за Сове́тских Социалисти́ческих Респу́блик) del 1977 o Costituzione brezhneviana (Брежневская конституция in russo) fu approvata il 7 ottobre 1977 dal Soviet Supremo e rimase in vigore, seppure con le profonde modifiche introdotte da Michail Gorbačëv nel 1988, fino alla dissoluzione dell'Unione Sovietica sostituendo la Costituzione staliniana del 1936.